# ژان کاستاندا
ژان کاستاندا (فرانسوی: Jean Castaneda‎؛ زادهٔ ۲۰ مارس ۱۹۵۷) یک مربی فوتبال اهل فرانسه است.
از باشگاه‌هایی که در آن بازی کرده‌است می‌توان به باشگاه فوتبال سن-اتین، المپیک مارسی اشاره کرد.
وی همچنین در تیم ملی فوتبال فرانسه بازی کرده‌است.